# Patrick Herrmann
Patrick Herrmann, född 12 februari 1991 i Saarbrücken, är en tysk fotbollsspelare som spelar för Borussia Mönchengladbach och Tysklands fotbollslandslag.

## Karriär
I maj 2019 förlängde Herrmann sitt kontrakt i Borussia Mönchengladbach med tre år. I maj 2022 förlängde han sitt kontrakt med två år.